# Mulamthuruthy
Mulamthuruthy es una ciudad censal situada en el distrito de Ernakulam en el estado de Kerala (India). Su población es de 25852 habitantes (2011). Se encuentra a 15 km de Cochín.

## Demografía
Según el censo de 2011 la población de Mulamthuruthy era de 25852 habitantes, de los cuales 12709 eran hombres y 13143 eran mujeres. Mulamthuruthy tiene una tasa media de alfabetización del 96,34%, superior a la media estatal del 94%: la alfabetización masculina es del 97,92%, y la alfabetización femenina del 94,82%.